# UFC on Fox: Lawler vs. dos Anjos
UFC on Fox: Lawler vs. Don Anjos (conosciuto anche come UFC on Fox 26)  è stato un evento di arti marziali miste tenuto dalla Ultimate Fighting Championship il 16 dicembre 2017 al Bell MTS Place di Winnipeg, in Canada.

## Risultati
|                                   | Divisione                          |                       |                       |                       | Metodo                                     | Round                 | Tempo                 | Premio                |
| Card Principale (Fox)             | Card Principale (Fox)              | Card Principale (Fox) | Card Principale (Fox) | Card Principale (Fox) | Card Principale (Fox)                      | Card Principale (Fox) | Card Principale (Fox) | Card Principale (Fox) |
| --------------------------------- | ---------------------------------- | --------------------- | --------------------- | --------------------- | ------------------------------------------ | --------------------- | --------------------- | --------------------- |
|                                   | Pesi welter                        | Rafael dos Anjos      | batte                 | Robbie Lawler         | Decisione (unanime) ( 50-45, 50-45, 50-45) | 5                     | 5:00                  |                       |
|                                   | Cachtweight (148.5 lbs) (67.35 Kg) | Josh Emmett           | batte                 | Ricardo Lamas         | KO (pugni)                                 | 1                     | 4:33                  |                       |
|                                   | Pesi welter                        | Santiago Ponzinibbio  | batte                 | Mike Perry            | Decisione (unanime) (29-28, 29-28, 29-28)  | 3                     | 5:00                  |                       |
|                                   | Pesi mediomassimi                  | Glover Teixeira       | batte                 | Misha Cirkunov        | TKO (pugni)                                | 1                     | 2:45                  |                       |
| Card Preliminare (Fox Sports 1)   |                                    |                       |                       |                       |                                            |                       |                       |                       |
|                                   | Pesi mediomassimi                  | Jan Błachowicz        | batte                 | Jared Cannonier       | Decisione (unanime) (29-28, 29-28, 29-28)  | 3                     | 5:00                  |                       |
|                                   | Pesi medi                          | Julian Marquez        | batte                 | Darren Stewart        | Sottomissione (guillotine choke)           | 2                     | 2:42                  | FOTN                  |
|                                   | Pesi welter                        | Chad Laprise          | batte                 | Galore Bofando        | TKO (pugni)                                | 1                     | 4:10                  |                       |
|                                   | Pesi welter                        | Nordine Taleb         | batte                 | Danny Roberts         | KO (Calci alla testa e pugni)              | 1                     | 0:59                  | POTN                  |
|                                   | Pesi leggeri                       | John Makdessi         | batte                 | Abel Trujillo         | Decisione (unanime) (30-27, 30-27, 30-27)  | 3                     | 5:00                  |                       |
|                                   | Pesi medi                          | Alessio Di Chirico    | batte                 | Oluwale Bamgbose      | KO (ginocchiata)                           | 2                     | 2:14                  | POTN                  |
| Card Preliminare (UFC Fight Pass) |                                    |                       |                       |                       |                                            |                       |                       |                       |
|                                   | Pesi welter                        | Jordan Mein           | batte                 | Erick Silva           | Decisione (unanime) (30-26, 30-27, 30-27)  | 3                     | 5:00                  |                       |

## Premi
I lottatori premiati ricevettero un bonus di 50.000 dollari.
Legenda:
- FOTN: Fight of the Night (vengono premiati entrambi gli atleti per il miglior incontro dell'evento)
- POTN: Performance of the Night (viene premiato il vincitore per la migliore performance dell'evento)